# قانون الفيفا للانضباط
قانون الفيفا للانضباط (FDC) هي مجموعة من القوانين واللوائح الصادرة عن الهيئات القضائية للفيفا والتي تتكون من «لجنة التأديب» و«لجنة الاستئناف،»
. تنظم قانون الفيفا للانضباط جميع القضايا المتعلقة بالمنشطات، والفساد، والتحكيم، والعنصرية، وحظر الملاعب، وما إلى ذلك... كما توضح تفاصيل مدونة السلوك الخاصة بالهيئة الحاكمة لكرة القدم العالمية.

## اللجان
- لجنة وضع اللاعب
- اللجنة التأديبية
- لجنة الاستئناف
- محكمة التحكيم الرياضية